# NGC 3669
NGC 3669 هي مجرة تتبع كوكبة الدب الأكبر. اكتشفها ويليام هيرشل في 18 مارس 1790.

## روابط خارجية
- NGC 3669 على موقع ويكي سكاي: DSS2, SDSS, GALEX, IRAS, Hydrogen α, X-Ray, Astrophoto, Sky Map, Articles and images